# Henrik Rydström
Henrik Per-Erik Rydström, född 16 februari 1976 i Listerby, är en svensk fotbollstränare och före detta fotbollsspelare (mittfältare) som under åren 1994–2013 spelade för Kalmar FF. Från och med 1 december 2022 verkar han som huvudtränare för Malmö FF.
Rydström blev i september 2017 invald i Kalmar FF:s Wall of Fame.

## Fotbollskarriär
Rydström började spela fotboll som liten i Listerby IK. Han flyttade till Kalmar 1992 för att fortsätta utvecklas inom fotbollen. Rydström debuterade i Kalmar FF:s A-lag hösten 1994, i det allsvenska kvalet mot Hammarby IF. I början av karriären provade han på flera olika roller men fick 1996 rollen som defensiv mittfältare och utsågs sedan till lagkapten för Kalmar FF 1999. Som spelare var Rydström känd för sin pådrivande och uppoffrande stil och det trygga kortpassningsspelet samt även som en verbal och påstridig lagkapten. Inför säsongen 2008 utsågs han i en undersökning bland lagen i allsvenskan som ligans bästa lagkapten.
Rydström avslutade sin spelarkarriär i KFF den 3 november 2013 i en allsvensk hemmamatch mot Mjällby AIF (vinst 2-1). Han är med 802 matcher den spelare som spelat flest matcher i Kalmar FF:s historia. Rydström hedrades även efter säsongen 2013 med att det tröjnummer han använt (nr 8) pensionerades av Kalmar FF, så att ingen annan kan använda det i föreningens A-lag i framtiden.

### Tränarkarriär
Säsongen 2016 blev Rydström utsedd till assisterande tränare i Kalmar FF och hösten 2018 befordrades han till huvudtränare efter att Nanne Bergstrand drabbats av utbrändhet. Efter säsongen meddelade klubbens styrelse dock att han inte skulle få fortsätta vare sig som huvudtränare eller som tränare för klubbens U-lag.
I december 2018 blev Rydström klar som huvudtränare för IK Sirius i ett delat ledarskap tillsammans med Mirza Jelečak. Från säsongen 2020 fick han ensam rollen som huvudtränare men redan i november samma år lämnade han Uppsalaklubben på grund av familjeskäl. En knapp månad senare skrev Rydström istället på ett flerårsavtal som huvudtränare för Kalmar FF. Efter en framgångsrik första säsong förlängde Rydström i oktober 2021 sitt kontrakt med KFF över säsongen 2024.
Rydström har angivit som sina förebilder inom tränaryrket Pep Guardiola, Phil Jackson, Marcelo Bielsa och Elísabet Gunnarsdóttir
Den 17 november 2022 presenterades Rydström som ny huvudtränare för Malmö FF.
Henrik Rydströms övergång till Malmö FF blev kontroversiell och väckte starka känslor hos Kalmar FF-fansen då Rydström tydligt gått ut med att han hade för avsikt att stanna kvar i KFF och fullfölja de två åren som återstod av hans kontrakt.

## Utanför planen
Rydström är utbildad SO-lärare och har en magisterexamen i litteraturvetenskap. Han har tidigare också skrivit krönikor, recenserat musik och bloggat för bland annat Dagens Nyheter, Expressen, Aftonbladet och Barometern. Hans politiska åsikter ligger till vänster på höger–vänster-skalan. Rydström första maj-talade för socialdemokraterna i Kalmar 2012 trots att han inte är medlem i partiet.

## Karriärstatistik
| Klubb                                                | Säsong            | Inhemsk liga              | Inhemsk liga | Inhemsk liga | Nat. täv. | Nat. täv. | Internat. täv. | Internat. täv. | Totalt | Totalt |
| Klubb                                                | Säsong            | Serie                     | SM           | Mål          | SM        | Mål       | SM             | Mål            | SM     | Mål    |
| ---------------------------------------------------- | ----------------- | ------------------------- | ------------ | ------------ | --------- | --------- | -------------- | -------------- | ------ | ------ |
| Kalmar FF                                            | 1994              | Division 1 Södra          | 1            | 0            | 0         | 0         | 0              | 0              | 1      | 0      |
| Kalmar FF                                            | 1995              | Division 1 Södra          | 19           | 0            | 0         | 0         | 0              | 0              | 19     | 0      |
| Kalmar FF                                            | 1996              | Division 1 Södra          | 22           | 0            | 0         | 0         | 0              | 0              | 22     | 0      |
| Kalmar FF                                            | 1997              | Division 2 Östra Götaland | 18           | 0            | 0         | 0         | 0              | 0              | 18     | 0      |
| Kalmar FF                                            | 1998              | Division 1 Södra          | 24           | 0            | 0         | 0         | 0              | 0              | 24     | 0      |
| Kalmar FF                                            | 1999              | Allsvenskan               | 25           | 0            | 0         | 0         | 0              | 0              | 25     | 0      |
| Kalmar FF                                            | 2000              | Superettan                | 22           | 0            | 0         | 0         | 0              | 0              | 22     | 0      |
| Kalmar FF                                            | 2001              | Superettan                | 19           | 2            | 0         | 0         | 0              | 0              | 19     | 2      |
| Kalmar FF                                            | 2002              | Allsvenskan               | 26           | 1            | 0         | 0         | 0              | 0              | 26     | 1      |
| Kalmar FF                                            | 2003              | Superettan                | 28           | 0            | 0         | 0         | 0              | 0              | 28     | 0      |
| Kalmar FF                                            | 2004              | Allsvenskan               | 26           | 1            | 0         | 0         | 0              | 0              | 26     | 1      |
| Kalmar FF                                            | 2005              | Allsvenskan               | 26           | 1            | 0         | 0         | 0              | 0              | 26     | 1      |
| Kalmar FF                                            | 2006              | Allsvenskan               | 24           | 0            | 0         | 0         | 6              | 0              | 30     | 0      |
| Kalmar FF                                            | 2007              | Allsvenskan               | 25           | 2            | 0         | 0         | 0              | 0              | 25     | 2      |
| Kalmar FF                                            | 2008              | Allsvenskan               | 26           | 1            | 0         | 0         | 6              | 0              | 32     | 1      |
| Kalmar FF                                            | 2009              | Allsvenskan               | 29           | 0            | 0         | 0         | 2              | 0              | 31     | 0      |
| Kalmar FF                                            | 2010              | Allsvenskan               | 29           | 2            | 0         | 0         | 6              | 0              | 35     | 2      |
| Kalmar FF                                            | 2011              | Allsvenskan               | 27           | 2            | 0         | 0         | 0              | 0              | 27     | 2      |
| Kalmar FF                                            | 2012              | Allsvenskan               | 28           | 0            | 0         | 0         | 6              | 0              | 34     | 0      |
| Kalmar FF                                            | 2013              | Allsvenskan               | 23           | 0            | 0         | 0         | 0              | 0              | 23     | 0      |
| Kalmar FF                                            | Totalt i klubblag | Totalt i klubblag         | 467          | 12           | 0         | 0         | 26             | 0              | 493    | 12     |
| Antal matcher och mål är korrekt per den 11 maj 2020 |                   |                           |              |              |           |           |                |                |        |        |

## Meriter

### I klubblag
Kalmar FF
- Svensk mästare 2008
- Svenska Cupen 2007
- Svenska Supercupen 2009

### Individuellt
- Smålands bästa fotbollsspelare 1999, 2004[22]
- Flest matcher i Kalmar FF genom tiderna: 802
- Flest Europa-matcher i Kalmar FF genom tiderna: 26[21]
- Månadens tränare i Allsvenskan för maj och september 2021 [23]
- Allsvenskans stora pris: Årets tränare 2021 [24]